# Towmotor Corporation

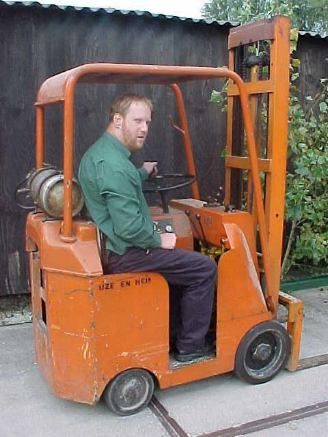
Towmotor® Model LT-35 (1950), gebouwd in Denemarken. Verkozen tot 'Vorkheftruck van de 20e eeuw'.

Lester M. Sears is de uitvinder van de heftruck en oprichter van de Towmotor Corporation. Naar verluidt tekende Leonardo da Vinci al een soort heftruck, maar Sears bouwde de eerste in 1919. Hij richtte het bedrijf op in 1919 met behulp van een financiële injectie van zijn vader. Het bedrijf maakte fabrieks-'Towtractors' tot 1933 toen Sears de eerste 'cantilever' heftruck ontwierp, zijn model 'L', de eerste 'sit-on' heftruck met contragewicht, hydraulisch hefmechanisme en een verbrandingsmotor. Hiervan verkocht hij veel aan de 'Stevedore'-bedrijven in de Verenigde Staten. Sears was degene die eiste dat zijn heftrucks rode wielen kregen.
Deze heftruck werd in 1935 opgevolgd door de eerste heftruck van de Hyster Corporation, het model 'BT'. Deze had 3 wielen en kon 3000 kg heffen. Hyster had eerder al een heftruck met standaard bomenklem (rondhoutklem) ontworpen voor de hout-industrie. Vorken waren optioneel op dit model.
In 1965 werd de Towmotor Corporation verkocht aan Caterpillar. Een hele tijd werden de machines nog verkocht met beide merknamen er op. Towmotor Corporation veranderde aan het eind van de 80'er jaren haar naam in Caterpillar Industrial Inc. In 1992 vormden Caterpillar en Mitsubishi Heavy Industries (MHI) het nieuwe bedrijf MCFA in Houston, Texas, VS. MHI is voor 70% eigenaar van dit bedrijf, Caterpillar Inc. voor 20% en Mitsubishi Corporation voor 10%. Later werd deze Joint Venture gevolgd door andere: MCFE (Europa), MCFS (Singapore). Zij zijn dus de echte afstammeling van de vroegere Towmotor Corporation. 